# Apteronotus albifrons
Apteronotus albifrons es una especie de pez de agua dulce del género Apteronotus de la familia Apteronotidae, en el orden de los Gymnotiformes. Es denominada comúnmente morena negra, cherogá, cuchillo, caballo, etc. Se distribuye en ambientes acuáticos de Sudamérica cálida. Es un pez habitualmente comercializado para acuariofilia.

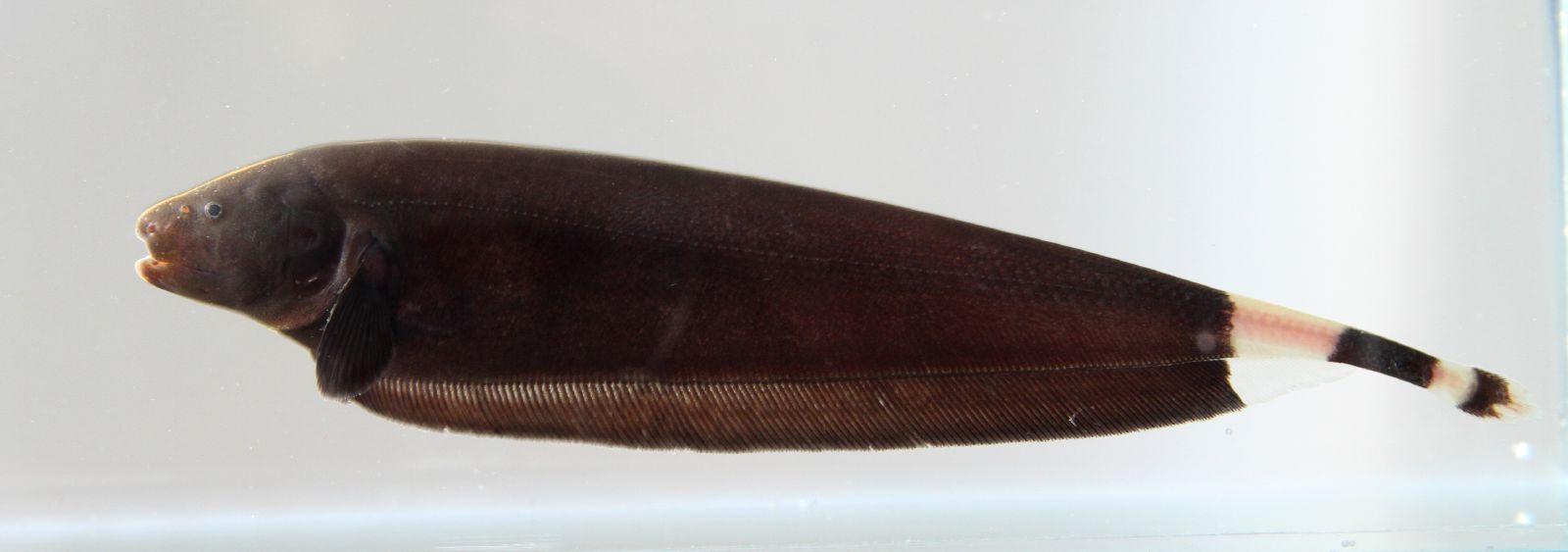
Apteronotus albifrons.

## Taxonomía
Esta especie fue descrita originalmente en el año 1766 por el científico, naturalista, botánico y zoólogo sueco Carlos Linneo, bajo el término científico de Gymnotus albifrons. 
Etimología
Etimológicamente el nombre genérico Apteronotus se construye con palabras del idioma griego, en donde: aptero significa 'sin aletas' y noton es 'espalda', haciendo así referencia a la ausencia de su aleta dorsal.

## Morfología
Posee su cuerpo la forma de un cuchillo comprimido; no presenta ni aletas pélvicas ni dorsal, siendo la aleta anal extremadamente larga y ondulante para permitirle moverse tanto hacia delante como hacia atrás. Sí cuenta con aleta caudal y un órgano filiforme que nece en el dorso. Sus ojos son muy pequeños, delante de los mismos se conectan las líneas laterales sensoriales; los huesos infraorbitales están osificados formando un tubo delgado. También poseen un órgano que genera descargas eléctricas de alta frecuencia.

## Distribución y hábitat
Esta especie se distribuye desde Venezuela, por la cuenca del Amazonas de Brasil y del Perú, hasta la cuenca del Plata, en los ríos Paraguay, Paraná y Uruguay, en los países de Paraguay, Colombia, Bolivia, el nordeste de la Argentina, y el oeste del Uruguay.